# Hacienda Vieja del Castillo
Hacienda Vieja del Castillo är en ort i Mexiko.   Den ligger i kommunen El Salto och delstaten Jalisco, i den centrala delen av landet, 400 km väster om huvudstaden Mexico City. Hacienda Vieja del Castillo ligger 1 539 meter över havet och antalet invånare är 1 913.
Terrängen runt Hacienda Vieja del Castillo är huvudsakligen platt, men åt nordost är den kuperad. Terrängen runt Hacienda Vieja del Castillo sluttar söderut. Runt Hacienda Vieja del Castillo är det ganska tätbefolkat, med 111 invånare per kvadratkilometer. Närmaste större samhälle är Tlaquepaque, 12,3 km norr om Hacienda Vieja del Castillo. Omgivningarna runt Hacienda Vieja del Castillo är en mosaik av jordbruksmark och naturlig växtlighet.